# Nucleo investigativo centrale
Il Nucleo Investigativo Centrale è un reparto specializzato della Polizia Penitenziaria (acronimo NIC) che, come Servizio centrale di Polizia giudiziaria del Corpo,  si occupa di indagini in materia di criminalità organizzata e di terrorismo, oltre che di dirigere le attività investigative delle articolazioni regionali e territoriali della Polizia penitenziaria.
Istituito con D.M. del 14 giugno 2007 è stato riorganizzato con il D.M. del 28 luglio 2017, quando sono state stabilite le misure per la riorganizzazione delle strutture e delle funzioni e delle sue articolazioni territoriali, in attuazione dell’articolo 11, comma 2, lettera b), del Decreto del Ministro della giustizia 2 marzo 2016.
Il Nucleo Investigativo Centrale opera nell’ambito del Dipartimento dell'amministrazione penitenziaria.
Per le sue funzioni e competenze il N.I.C., oltre ad essere un punto di riferimento per le D.D.A. presso le Procure della Repubblica, siede stabilmente, in rappresentanza del Dipartimento dell’Amministrazione Penitenziaria, alle riunioni del Comitato Analisi Strategica Antiterrorismo.

## Funzioni
Questo Servizio Centrale di Polizia giudiziaria, svolge in via continuativa e prioritaria, le funzioni di polizia giudiziaria indicate all’ art. 55 del codice di procedura penale, alle dipendenze funzionali e sotto la direzione dell’autorità giudiziaria, per fatti di reato commessi in ambito penitenziario o, comunque, direttamente collegati ad esso.
L’attività investigativa, di iniziativa o su delega dell’autorità giudiziaria, è di regola svolta dal NIC relativamente a:
- delitti di criminalità organizzata nazionale e internazionale;
- delitti di terrorismo, anche internazionale, ovvero di eversione dell’ordine costituzionale;
- indagini per fatti che riguardano più istituti penitenziari ovvero interessano ambiti territoriali eccedenti la regione in cui è situato l’istituto;
- indagini di speciale complessità che richiedano necessariamente l’impiego del NIC.

Il Nucleo Centrale, anche avvalendosi dei nuclei regionali, cura, altresì, l’analisi dei fenomeni di criminalità organizzata, di terrorismo, anche internazionale, e di eversione dell’ordine costituzionale rilevati in ambito penitenziario.
Il personale del NIC è estremamente specializzato in indagini di polizia giudiziaria specificamente per i reati della criminalità organizzata, terrorismo interno e internazionale e per quelle indagini che, in ragione della particolare complessità non possono essere svolte dai reparti territoriali di Polizia penitenziaria presso gli istituti penitenziari.

## Comandanti del N.I.C.
Il Comandante del Nucleo Investigativo Centrale è nominato dal Capo del DAP.
Dal 2007 al 2014 Luca Bontempo
Dal 2014 al 2023 Augusto Zaccariello
Dal 2023 a oggi Ezio Giacalone

## Organizzazione della sede centrale
La sede centrale è articolata in una Segreteria e sei unità operative, così denominate:
1° Unità Operativa Centrale- Coordinamento Investigativo e  Affari Generali;
2° Unità Operativa Centrale – Analisi Investigativa;
3° Unità Operativa Centrale - Criminalità Organizzata;
4° Unità Operativa Centrale - Terrorismo Interno ed Eversione;
5° Unità Operativa Centrale - Terrorismo Internazionale;
6° Unità Operativa Centrale - Investigazioni Speciali.
All'interno della Segreteria e delle Unità Operative Centrali sono istituiti settori di natura specialistica di particolare rilievo investigativo e operativo.
Sul territorio dispone di 11 reparti e/o articolazioni regionali e/o interregionali a seconda del
territorio di competenza, qualificati "Nuclei Regionali", che hanno sede presso i Provveditorati regionali dell’Amministrazione Penitenziaria.

## I Nuclei Regionali del N.I.C.
La ripartizione dei reparti regionali del Nucleo Investigativo Centrale, sul territorio nazionale, annovera 5 Nuclei Regionali e 6 Nuclei Interregionali in corrispondenza geografica con l’attuale assetto del decentramento amministrativo dell’Amministrazione penitenziaria e con sede presso i Provveditorati Regionali.
I Nuclei Regionali sono articolazioni sul territorio del NIC e svolgono le funzioni di polizia giudiziaria alle dipendenze funzionali del Nucleo Centrale per fatti di reato commessi in ambito penitenziario o, comunque, direttamente collegati ad esso. I nuclei regionali curano, altresì, nell’ambito del loro territorio l’analisi dei fenomeni di criminalità organizzata, di terrorismo, anche internazionale, e di eversione dell’ordine costituzionale rilevati in ambito penitenziario.
Il personale dei Nuclei Regionali, in coordinamento con la sede centrale, cura le indagini di polizia giudiziaria per i reati della criminalità organizzata, terrorismo interno e internazionale e per quelle indagini che, in ragione della particolare complessità non possono essere svolte dai reparti territoriali di Polizia penitenziaria presso gli istituti penitenziari.
I Nuclei Regionali coordinano operativamente le attività investigative dei Reparti territoriali della Polizia penitenziaria in coordinamento informativo, organizzativo e operativo con la sede centrale.

## Distintivo del N.I.C.
Il distintivo del Nucleo Investigativo Centrale si compone dell’immagine in sottofondo dell’Italia, di una bilancia e di una spada oltre che di figure ellittiche. L'Italia indica la competenza del N.I.C. sull’intero territorio nazionale. La bilancia e la spada si riferiscono all’esercizio delle funzioni previste dalla legge in nome della giustizia. Le figure ellittiche raffigurano le diramazioni del N.I.C. sul territorio dello Stato che, a loro volta, agiscono sotto un unico coordinamento centrale. Alla base dello stemma, all’interno della lista d’oro, è riportato il brocardo latino “pro veritate“, motto del Nucleo Investigativo Centrale, che individua, nell’interesse primario della verità, l’unica direzione verso cui sono condotte le attività di investigazione.